# ایروینگ مرتسکی
ایروینگ مرتسکی (انگلیسی: Irving Meretsky; ۱۷ مهٔ ۱۹۱۲ – ۱۸ مهٔ ۲۰۰۶) بازیکن بسکتبال اهل کانادا بود.